# Neviano
Neviano är en ort och kommun i provinsen Lecce i regionen Apulien i Italien. Kommunen hade 5 228 invånare (2017).